# 笠江人
笠 江人（かさ の えひと、生没年不詳）は、奈良時代から平安時代初期にかけての貴族。姓は朝臣。官位は従五位上・民部大輔。

## 経歴
桓武朝の延暦4年（785年）従五位下・式部少輔に叙任される。延暦5年（786年）播磨大掾を兼ね、延暦6年（787年）大掾を兼ねたまま右少弁に遷る。延暦7年（788年）播磨国司の異動人事があり、国守に大中臣諸魚が任ぜられるとともに、江人は介に昇任して弁官の職を離れている。
その後、従五位上・信濃守に叙任される。延暦16年（797年）3月に民部大輔を兼帯すると、4月には右京職に遣わされて延暦5年から15年までのさまざまの官物の現状について調査した。

## 官歴
『六国史』による。
- 時期不詳：正六位上
- 延暦4年（785年） 8月7日：従五位下。8月14日：式部少輔
- 延暦5年（786年） 正月24日：兼播磨大掾
- 延暦6年（787年） 3月22日：右少弁、播磨大掾如故
- 延暦7年（788年） 2月6日：播磨介
- 時期不詳：従五位上。信濃守
- 延暦16年（797年） 3月27日：民部大輔、信濃守如故。4月4日：見民部大輔兼行造西寺次官信濃守